# دول راعية للإرهاب

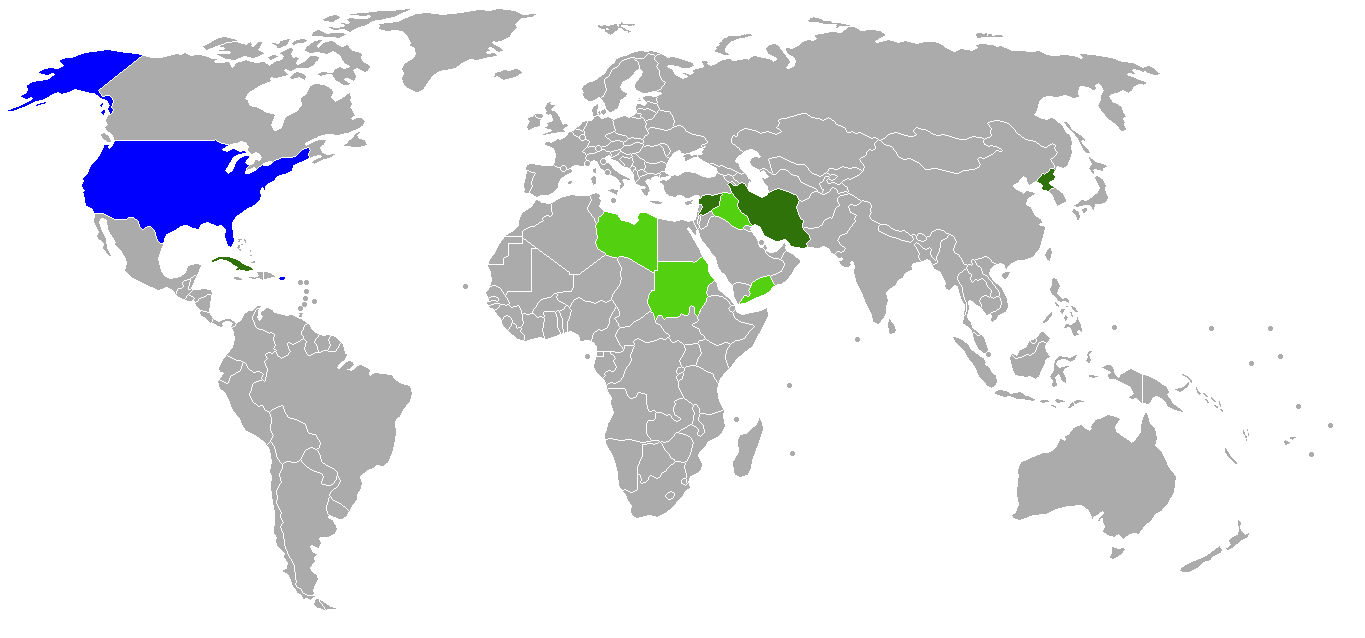
الدول الحالية (بالأخضر الداكن) والسابقة (بالأخضر الفاتح) التي كانت توصف "كدول راعية للإرهاب" من قبل وزارة الخارجية الأمريكية. الولايات المتحدة باللون الأزرق.

الدول الراعية للإرهاب هي تسمية تطلقها وزارة الخارجية الأمريكية على الدول التي تزعم الوزارة بأنها «قدمت مراراً وتكراراً الدعم لأعمال الإرهاب الدولي». الدول المدرجة في القائمة يُفرض عليها عقوبات صارمة أحادية الجانب.
الدول الحالية في القائمة هي إيران ثم سوريا. بدأ إصدار القائمة في 29 ديسمبر/كانون الأول من عام 1979 وضمت حينها العراق واليمن الجنوبي ثم سوريا فليبيا (كلها دول عربية). أضيفت كوبا في 1 مارس من عام 1982 ثم إيران في 19 يناير 1984، وبعدها كوريا الشمالية في 1988 وبعدها السودان في 1993 . أزيل اليمن الجنوبي من القائمة في عام 1990 وتبعه العراق في 2004، وليبيا في 2006 ثم كوريا الشمالية في 2008، وكوبا في 2015 والسودان في 2020.

## الدول المدرجة في القائمة حالياً

### إيران
أضيفت إيران إلى القائمة في 19 يناير 1984. وفقاً لCountry Reports on Terrorism 2013:
| دول راعية للإرهاب | نظرة عامة: بتصنيفها كدولة راعية للإرهاب تستمر إيران في نشاطها المتعلق بالإرهاب، بما في ذلك دعمها للجماعات الفلسطينية المسلحة في غزة وحزب الله. كما أنها زادت من تواجدها في أفريقيا وحاولت تهريب الأسلحة إلى الانفصاليين الحوثيين في اليمن والمعارضين الشيعة في البحرين. تستخدم فيلق القدس التابع لحرس الثورة الإسلامية ووكلاءها الإقليميين لتنفيذ أهداف سياستها الخارجية، وتوفير غطاء لعملياتها الاستخباراتية، وخلق حالة من عدم الاستقرار في الشرق الأوسط. إن فيلق القدس هو الآلية الأساسية للنظام لزرع ودعم الإرهابيين في الخارج. تعتبر إيران، سوريا بمثابة جسر حيوي في طريق إمداد حزب الله المستفيد الرئيسي بالأسلحة. في عام 2013، واصلت إيران توفير الأسلحة والتمويل والتدريب، وتقديم التسهيلات للمقاتلين الشيعة العراقيين لحملة القمع الوحشي التي ينفذها نظام الأسد، وأسفرت حملة القمع عن موت أكثر من 100،000 مدني في سوريا. وقد اعترفت إيران علناً بارسال عناصر من حرس الثورة الإسلامية إلى سوريا للقيام بدور استشاري. وهناك تقارير تشير إلى أن بعض من هذه القوات هم أعضاء في فيلق القدس التابع لحرس الثورة الإسلامية، وشاركوا في العمليات القتالية المباشرة. في فبراير قتل العميد حسن شاطري القائد البارز في فيلق القدس قرب الزبداني. وكانت هذه هي أول حالة وفاة علنية لمسؤول عسكري إيراني كبير في سوريا. في نوفمبر قتل قائد آخر في فيلق القدس يدعى محمد جماليزاده باقلعة في حلب. وأفادت تقارير لاحقة لوسائل الإعلام الإيرانية بأنه كان يتطوع في سوريا للدفاع عن مسجد السيدة زينب الذي يقع في دمشق. يظهر من مكان وفاة جماليزداه، الواقع على بعد 200 ميلاً عن المسجد الذي من المفترض أنه كان يحميه، نية إيران في إخفاء حقيقة عمليات قوات فيلق القدس في سوريا. وقد وفرت إيران تاريخياً الأسلحة والتدريب والتمويل لحماس وغيرها من الجماعات الفلسطينية، بينها حركة الجهاد الإسلامي والجبهة الشعبية لتحرير فلسطين – القيادة العامة، على الرغم من توتر العلاقات بين حماس وإيران بسبب الحرب الأهلية السورية. منذ نهاية نزاع إسرائيل وحزب الله 2006، ساعدت إيران أيضًا في إعادة تسليح حزب الله، في انتهاك صريح لقرار مجلس الأمن رقم 1701. وقد وفرت إيران مئات الملايين من الدولارات لدعم حزب الله في لبنان وقامت بتدريب الآلاف من مقاتليه في معسكرات في إيران. وغالباً ما يستخدم هؤلاء المقاتلين المدربين تلك المهارات لدعم نظام الأسد في سوريا. | دول راعية للإرهاب |

### كوريا الشمالية
أضيفت كوريا الشمالية إلى القائمة عام 1988 بعد تفجير عام 1987 لطائرة جوية كورية جنوبية هبطت بالقرب من ميانمار. وأعيد إدراجها مرة أخرى في عام 2017.

### سوريا
أُضيفت سوريا إلى القائمة في 29 ديسمبر / كانون الأول 1979. وهي الدولة الوحيدة من القائمة الأصلية لعام 1979 التي بقيت على القائمة بعد إزالة ليبيا في عام 2006. وفقًا لتقارير الدول حول الإرهاب 2013:
نظرة عامة: تم تصنيف نظام الأسد في عام 1979 كدولة راعية للإرهاب، إذ واصل دعمه السياسي لمجموعة متنوعة من الجماعات الإرهابية التي تؤثر على استقرار المنطقة وخارجها حتى في ظل الاضطرابات الداخلية الكبيرة. واصل النظام تقديم الدعم السياسي والسلاح لحزب الله والسماح لإيران بإعادة تسليح المنظمة الإرهابية. استمرت علاقة نظام الأسد بحزب الله وإيران في النمو بشكل أقوى في عام 2013 مع استمرار الصراع في سوريا. ظل الرئيس بشار الأسد مدافعًا قويًا عن سياسات إيران، بينما أبدت إيران دعمًا قويًا مماثلًا لجهود النظام السوري لهزيمة المعارضة السورية. كانت التصريحات المؤيدة للجماعات الإرهابية ولا سيما حزب الله في كثير من الأحيان في خطابات الحكومة السورية وبياناتها الصحفية

## الدول التي تجري مناقشة إدراجها في القائمة

### روسيا
أعلن السناتور ريتشارد بلومنتال وليندسي جراهام عن تقديم قرار يدعو إدارة بايدن إلى تصنيف روسيا كدولة راعية للإرهاب بسبب حربها على أوكرانيا تحت حكم فلاديمير بوتين. وقال غراهام مقدمًا القرار: بوتين إرهابي، وإحدى أكثر القوى تخريبًا على وجه الأرض هي روسيا بوتين.

## الدول التي أُزيلت من القائمة

### العراق
إضيف العراق إلى القائمة في 29 ديسمبر 1979 ولكن أُزيل في فبراير 1982 للسماح بمساعدة الولايات المتحدة للعراق أثناء محاربة إيران في الحرب العراقية الإيرانية. أضيف العراق مرة أخرى إلى القائمة في 13 سبتمبر 1990 بعد غزو الكويت. كان سبب تضمين العراق في تقرير وزارة الخارجية هو أنها وفرت قواعد لمجاهدي خلق وحزب العمال الكردستاني وجبهة التحرير الفلسطينية ومنظمة أبو نضال. أزيل العراق مرة أخرى في أعقاب الغزو الذي قادته الولايات المتحدة عام 2003 للإطاحة بنظام صدام حسين. في أعقاب الغزو تم تعليق العقوبات الأمريكية المطبقة على «الدول الراعية للإرهاب» ضد العراق في 7 مايو 2003، وشُطب العراق من القائمة في 20 أكتوبر 2004.